# The Pluto Files: The Rise and Fall of America's Favorite Planet
The Pluto Files: The Rise and Fall of America's Favorite Planet – título que podría traducirse como "Los archivos de Plutón: El ascenso y caída del planeta favorito de los estadounidenses" – es un libro escrito por el astrofísico y director del Planetario Hayden, Neil deGrasse Tyson. El libro trata sobre Plutón, el cual fue reubicado en la categoría de planeta enano en agosto del 2006 por la Unión Astronómica Internacional, siendo de ese modo eliminado de la lista de planetas. El libro también se enfoca en el hecho de que muchos estadounidenses se concentraron para oponerse a este cambio de categoría porque había sido descubierto por un estadounidense.
El libro recibió una buena crítica por Jon Stewart en un segmento del The Daily Show donde tenía a Tyson como invitado.  Durante la entrevista, Stewart alabó humorísticamente el libro como "el más excitante libro sobre Plutón que leerías en tu vida," así como "la impactante historia sobre como [Tyson] destruyó la vida de Plutón."
El libro explica detalladamente la historia de Plutón, desde sus días como planeta X, hasta su descubrimiento a inicios del siglo XX y todo su camino hasta su actual denominación como objeto transneptuniano.